# Sutton Elbert Griggs
Sutton Elbert Griggs (19 de julho de 1872 — 2 de janeiro de 1933) foi um escritor afro-americano, pastor batista e ativista social. É conhecido por seu romance Imperium in Imperio, uma obra de ficção utópica que descreve um complô de líderes afro-americanos para separar a comunidade negra dos Estados Unidos da América, tomando o estado do Texas para si. A obra é precursora do gênero do afrofuturismo.

## Biografia

### Juventude
Griggs foi batizado Elbert Sutton Griggs (mais tarde a ordem dos prenomes foi invertida) em 1872 em Chatfield, Texas, filho do reverendo Allen R. e Emma Hodge Griggs. Seu pai nasceu sob regime de escravidão na Geórgia, tornando-se, após a abolição, um pastor batista de renome; foi também fundador do primeiro jornal afro-americano e a primeira escola de ensino médio em todo o estado do Texas. Sutton trabalhou com o pai na Convenção Batista Nacional, mais especificamente no comitê voltado a questões educação. Até o fim da vida, escreveu sobre o profundo reseito que tinha pelo caráter dos pais e suas conquistas para a comunidade.
Sutton Griggs cursou o Bishop College em Marshall, Texas, além do Seminário Teológico de Richmond. Após graduar-se, tornou-se pastor da Primeira Igreja Batista em Berkley, Virgínia. Ali casou-se com Emma Williams, uma profesora, em 1897. Em 1899, tornou-se pastor da Tabernacle Baptist Church em Nashville, ocasião em que iniciou sua carreira literária, atuando também como secretário da Convenção Batista Nacional.

### Carreira
Griggs foi um autor prolífico, tendo escrito mais de trinta livros e panfletos durante sua vida. Boa parte deles foram autopublicados e vendidos de porta em porta, ou em encontros religiosos por ele organizados. Seu primeiro romance, Imperium in Imperio, publicado em 1899, é o mais célebre deles. Em 1901, Griggs fundou a editora Orion Publishing Company, focada em produção de livros para o então escasso mercado literário afro-americano. Nenhum de seus quatro romances subsequentes atingiram o sucesso de Imperium in Imperio, embora continuem muitas ideias ali contidas (destaque para The Hindered Hand, de 1905). Nas duas décadas finais de sua vida, Griggs focou-se na escrita de textos teológicos e apostólicos, além de ter produzido uma autobiografia.
Foi admirador de W. E. B. Du Bois e apoiador do Niagara Movement e a NAACP (National Association for the Advancement of Colored People). Griggs foi bastante influenciado pela teoria social de sua época; seus livros citam extensivamente ideias e obras de sociologia e teoria política. Uma das ideias impressas em sua obra é a da organização comunitária: era preciso desenvolver um sistema educacional focado nos desafios coletivos de negros e negras recém-saídos da escravidão para que se formasse uma cultura capaz de dar coesão ao grupo, o que o levaria ao sucesso econômico. A versão mais radical da ideia de auto-gestão do grupo foi expressa nos romances, particularmente em Imperium in Imperio, onde Griggs ficcionaliza dois perfis opostos de líderes comunitários, um separatista e violento, outro assimilacionista e ordeiro, para refletir possíveis ações da comunidade afro-americana contra o regime de segregação que imperou no país de meados de 1870 a 1965 (o chamado Jim Crow). Durante sua carreira tardia como pastor, Griggs abandonou ideias separatistas e militantes, aliando-se a uma filosofia integracionista, favorável à filantropia dos brancos e auxílio externo, por parte do governo. De qualquer forma, as obras do primeiro Griggs, de meados de 1900, tiveram influência duradoura em grupos mais radicais como os Panteras Negras e a Irmandade Muçulmana.
Griggs também teve papel preponderante como líder religioso itinerante. Em Houston, ajudou a fundar o National Civil and Religious Institute, um grupo filantrópico ligado a diferentes denominações protestantes. Em 1914, fundou a National Public Welfare League, grupo com atuação a nível federal. De 1925 a 1926, atuou como presidente do Seminário Teológico Batista da América (American Baptist Theological Seminary), fundado por seu pai. Sua atividade mais duradoura foi como pastor da da Tabernacle Baptist Church em Memphis, onde trabalhou por 19 anos.

### Morte e legado
Com a crise financeira de 1929, a igreja de Memphis entrou em falência. Griggs se viu obrigado a voltar para a Hopewell Baptist Church em Denison, Texas, uma congregação mais modesta, após um breve período como pastor itinerante em Houston. Pouco depois, faleceu em Houston. Seu corpo foi velado na cidade de Dallas.

## Griggs como autor

Frontispício de Imperium in Imperio (1899)

O primeiro romance de Griggs inicia-se com um roteiro corriqueiro: dois amigos de infância traçam caminhos opostos na vida em função de diferença de tom de pele, educação e condição financeira de suas famílias. Também seu posicionamento político é bastante diverso: um deles é um militante radicalizado, o outro é um integracionist. Incidentes traumáticos unem os dois amigos, já na idade adulta, e juntos traçam planos para remediar injustiças sociais sofridas por sua comunidade.
A partir daí, é revelada a ideia do Imperium in Imperio, um governo secreto desdobrando-se dentro da comunidade afro-americana desde a época da Independência do país, cujo Congresso é sediado na cidade de Waco, Texas. Bernard Belgrave, o mais militante e privilegiado, é escolhido a dedo para liderar a organização; no primeiro ano de sua administração, apresenta um plano de uma Segunda Secessão: 7,500,000 negros espalhados pelo território nacional deveriam se mudar para o Texas e tomá-lo para si, fundando uma nova república. O mais moderado Belton Piedmont se põe contra o plano, propondo planos de assimilação e mestiçagem como saída para o problema da segregação. Aqui se trava o conflito entre as duas lideranças
The Hindered Hand, escrito em 1905 como resposta a obra de Thomas Dixon The Leopard's Spots, foi um dos romances estadunidenses mais célebre da época, trazendo relatos meticulosos de violência sexual e linchamento sofrido por negros sob o regime da Segregação.
Embora célebre junto ao público leitor contemporâneo, Griggs foi virtualmente ignorado por críticos literários e historiadores até a segunda metade do século XX. Um relançamento de Imperium in Imperio pela Arno Press em 1969 ajudou a trazer as ideias de Griggs para o debate público: sobretudo acadêmicos e ativistas expressaram surpresa ao ler muitas das táticas de protesto que utilizaram durante toda a década de 1960 (como o sit-in ou protesto sentado) já haviam sido propostas por um autor da virada do século. Hoje, é consenso da crítica e historiografia literária que Imperium in Imperio é uma obra de peso na história da literatura utópica, do romance de protesto e da literatura afro-americana.

## Obras
- Imperium in Imperio: A Study of the Negro Race Problem: A Novel. 1899. — HTML full text. (Edição em português brasileiro: Imperium in Imperio: Um estudo sobre a raça negra. Um romance. Tradução Felipe Vale da Silva. São Paulo/Londrina: Aetia Editorial, 2020. ISBN 978-65-87491-05-9).
- Overshadowed: A Novel. Nashville, TN: Orion Publishing Co., 1901.
- Unfettered: A Novel. Nashville, TN: Orion Publishing Co., 1902.
- The Hindered Hand; or, The Reign of the Repressionist. Nashville, TN: Orion Publishing Co., 1905.
- The One Great Question: A Study of Southern Conditions at Close Range. Philadelphia, PA: Orion Publishing Co., 1907.
- Pointing the Way. Nashville, TN: Orion Publishing Co., 1908.
- Needs of the South. Nashville, TN: Orion Publishing Co., 1909.
- Wisdom's Call. Memphis, TN: National Sentiment Moulding Bureau, 1911.
- The Story of My Struggles. Memphis, TN: National Public Welfare League, 1914.
- How to Rise. Memphis, TN: National Public Welfare League, 1915.
- Life's Demands; or, According to Law. Memphis, TN: National Public Welfare League, n.d. [c. 1916].
- Building Our Own: A Plea for a Parallel Civilization: An address by Sutton E. Griggs.  Memphis, TN: National Sentiment Moulding Bureau, n.d. [1920s].
- Light on Racial Issues. Memphis, TN: National Public Welfare League, n.d. [c. 1921].
- Meeting the Great Test: Constructive Criticism of the Negro Race. Memphis, TN: National Public Welfare League, 1922.
- Guide to Racial Greatness; or, The Science of Collective Efficiency. Memphis, TN: National Public Welfare League, 1923.
- Kingdom Builders' Manual: Companion Book to Guide to Racial Greatness. Memphis, TN: National Public Welfare League, 1924.
- Triumph of the Simple Virtues; or, The Life Story of John L. Webb. Hot Springs, AR: Messenger Publishing Co., 1926.
- The Winning Policy. Memphis, TN: National Public Welfare League, 1927.
- Basis of Hope for the Negro in the South. Memphis, TN: National Public Welfare League, 1929.
- Plan for Solving the Race Problem. Memphis, TN: National Public Welfare League, 1929.
- Proper Approach to the Race Question in the South. Memphis, TN: National Public Welfare League, 1929.
- The Nation's New Policy Toward the Negro. Memphis, TN: National Public Welfare League, n.d. [1920s].
- Friction Between the Races: Causes and Cure. Memphis, TN: National Public Welfare League, n.d. [1920s].
- Why the Nation Does Not Handle the Race Question. Memphis, TN: National Public Welfare League, n.d. [1920s].